# فرانكي جي
فرانكي جي (بالإنجليزية: Franky G)‏ مواليد 30 أكتوبر 1965 في بروكلين، نيويورك، هو ممثل أمريكي بدأ مسيرته الفنية سنة 2002. اشتهر بتأدية دور خافيير في فيلم سو 2.

## الأعمال
- المهمة الإيطالية
- سو 2
- سو 3
- سو ثري دي
- سقوط الرجل الميت
- سي إس آي: ميامي
- باور
- لوك كيج
- القانون والنظام: الوحدة الخاصة للضحايا

## روابط خارجية
- فرانكي جي على موقع IMDb (الإنجليزية)
- فرانكي جي على موقع روتن توميتوز (الإنجليزية)
- فرانكي جي على موقع ألو سيني (الفرنسية)
- فرانكي جي على موقع قاعدة بيانات الفيلم (الإنجليزية)
- فرانكي جي على موقع كينوبويسك (الروسية)